# Turnerschaft Ghibellinia zu Heidelberg
Die Turnerschaft Ghibellinia ist eine farbentragende, schlagende Studentenverbindung, die in Heidelberg ansässig ist. Sie ist Mitglied des Coburger Convents. Die Bezeichnung „Turnerschaft“ hat einen historischen Hintergrund.

## Geschichte
Die Ghibellinia wurde am 5. November 1886, im Jahr des 500. Heidelberger Universitätsjubiläums, als Akademischer Turnverein gegründet, wurde am 15. Juni 1888 in den Vertreter-Convent (VC) aufgenommen und benannte sich 1897 in Turnerschaft Ghibellinia um. Sie erhielt rasch Zulauf und konnte sich bis zur Jahrhundertwende als schlagende Verbindung in der Heidelberger Korporationsszene etablieren. 1904 wurde das Maturitätsprinzip eingeführt, welches die allgemeine Hochschulreife als Beitrittsvoraussetzung bedeutet. Studiengänge wie Zahnmedizin oder Pharmazie konnten zu dieser Zeit auch noch nach einer besonderen Aufnahmeprüfung ohne Abitur studiert werden. Am 1. November 1911 erfolgte die Aufnahme des AHV der suspendierten Turnerschaft Guestphalia Freiburg (gegr. 10. Januar 1893, Farben dunkelgrün-weiß-schwarz). Im Juli 1935 wurde Ghibellinia gegenüber dem VC suspendiert, vertagte dann endgültig wegen der Drangsalierung durch das Nationalsozialistische Regime am 8. Februar 1936.
Zusammen mit der Sängerschaft Thuringia und der Burschenschaft Hubertia-Rhenonicaria sowie der Sängerschaft Saxo-Frisia Mannheim bildete Ghibellinia ab 1938 die Kameradschaft Friedrich Friesen, in welcher zumindest teilweise die Tradition weiter geführt werden konnte. So wurden Zipfel in Farben der Ghibellinia und mit dem leicht veränderten Zirkel der Thuringia getauscht. Die Kameradschaft existierte zumindest bis 1944, dann verlieren sich ihre Spuren.
Nach 1949 fanden sich die AH von Thuringia, Saxo-Frisia und Ghibellinia zusammen, um mit einem gemeinsamen AHV den Bund als Studentische Verbindung mit Namen und Zirkel der Ghibellinia sowie Farben der Thuringia zu restituieren, was mit AH-Söhnen am 28. November 1950 gelang. Im Juli 1951 restituierte Thuringia jedoch eigenständig, die Vereinigung wurde aufgelöst und Ghibellinia nahm wieder ihre ursprünglichen Farben an, führte kurz darauf die Bestimmungsmensur ein und trat am 18. Juli 1953 als Turnerschaft dem neu gegründeten Coburger Convent bei. Zahlreiche Alte Herren der Kameradschaft schlossen sich in dieser Zeit der Turnerschaft an.
Mitte der 1950er Jahre wurden die rückerstatteten Anteile am Haus der ehemaligen Kameradschaft in der Hauptstraße 244 an das Corps Rheno-Nicaria verkauft und schließlich 1958 das heutige Haus für die aktive Turnerschaft erworben.

## Symbole der Ghibellinia
Name und Farben: Der Name „Ghibellinia“ nimmt auf die Reichspolitik der mittelalterlichen Staufer aus der Perspektive der Zeit nach der deutschen Nationalstaatsgründung 1871 Bezug. Die modernen „Ghibellinen“ sahen als Anhänger des kleindeutschen Kaisertums und vor dem Hintergrund des „Kulturkampfes“ in den gleichnamigen mittelalterlichen Parteigängern der Staufer in Italien, welche gegen die papistischen Guelfen opponierten, ihre historischen Vorläufer. Als Reminiszenz an den italienischen Schauplatz dieser Parteikämpfe und wohl auch der Entstehung des italienischen Nationalstaats, die Parallelen mit der deutschen Reichsgründung aufweist, wählte man eine Variante der italienischen Trikolore, Moosgrün – Weiß – Rosa, als Farben des neuen Ghibellinenbundes.
Wappen: Neben dem Bild der Germania in Anlehnung an das 1883 eingeweihte Niederwalddenkmal im Wappen der Ghibellinia verweisen die vier kreuzförmig angeordneten Buchstaben „F“ des Turnerkreuzes, die für die Devise „Frisch, fromm, fröhlich und frei“ stehen, auf die von Friedrich Ludwig Jahn Anfang des 19. Jahrhunderts begründete Turnbewegung.
Der auf der unteren Seite des Wappens befindliche Wahlspruch „nunquam incerti, semper aperti“ („niemals unsicher, immer offen“) verdeutlicht die Verbindung der Ghibellinia mit der Heidelberger Ruprecht-Karls-Universität, deren Motto „semper apertus“ lautet.

## Mittermaierhaus

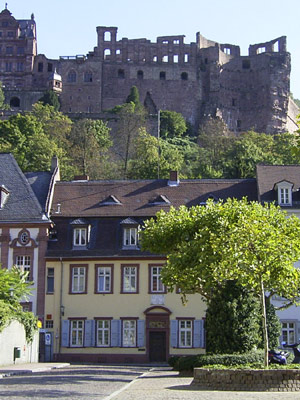
Mittermaierhaus, seit 1958 Korporationshaus der Ghibellinia

Zu Beginn des 20. Jahrhunderts waren die Pläne zur Errichtung eines repräsentativen Domizils in der Hauptstraße schon abgeschlossen, wurden jedoch durch den Ausbruch des Ersten Weltkriegs und die Inflation der Nachkriegsjahre zunichtegemacht. In den folgenden Jahrzehnten nutzte die Ghibellinia die „Weiße Rose“, gegenüber der Heiliggeistkirche, als Konstante.
1958 konnte die Verbindung das Mittermaierhaus am Karlsplatz erwerben, eines der kunsthistorisch bedeutendsten Gebäude der Heidelberger Altstadt. Zu den bekannten Vorbesitzern des Hauses zählen die Mediziner und Professoren Franz Gabriel Schönmetzel, Franz Anton Mai und Friedrich Karl Nägele. 1821 erwarb Carl Joseph Anton Mittermaier, einer der berühmtesten Juristen seiner Zeit und liberaler Politiker, das Haus und machte es zum Mittelpunkt seines Wirkens. Zur Erinnerung an Mittermaier veranstaltet die Turnerschaft Ghibellinia die Vortragsreihe der Mittermaier-Gespräche, zu denen u. a. Günther Oettinger, Konrad Seitz und Gerd Koenen referiert haben.

## Bekannte Mitglieder
Unter den herausragenden Persönlichkeiten, die der Ghibellinia angehörten oder angehören, ist der Schriftsteller Alfons Paquet (1881–1944) hervorzuheben. Paquet verarbeitete die Zugehörigkeit zur Ghibellinia an mehreren Stellen seines Werkes, so in dem Entwicklungsroman „Kamerad Fleming“ (1911), in dem Traktat „Der Kaisergedanke“ (1915) sowie in autobiographischen Schriften und Gedichten. Mitglied war auch der Rassentheoretiker Max Robert Gerstenhauer.
Aufsehen erregte 2010 die Mitgliedschaft des designierten Hamburger Bürgermeisters Christoph Ahlhaus als Konkneipant. Ahlhaus bat inzwischen um die Streichung aus der Mitgliedsliste.